# The Kiss Before the Mirror
The Kiss Before the Mirror is een Amerikaanse thriller uit 1933 onder regie van James Whale. Destijds werd de film in Nederland uitgebracht onder de titel De kus voor den spiegel.

## Verhaal
Een jaloerse arts vermoordt zijn vrouw, omdat ze vreemdgaat. Zijn beste vriend neemt zijn verdediging op zich in de rechtbank. Na de vrijspraak van zijn cliënt begint  de advocaat zijn eigen vrouw van overspel te verdenken. Hij wil haar ook vermoorden en op dezelfde manier worden vrijgesproken.

## Rolverdeling
| Acteur           | Personage                      |
| ---------------- | ------------------------------ |
| Nancy Carroll    | Maria Held                     |
| Frank Morgan     | Paul Held                      |
| Paul Lukas       | Walter Bernsdorf               |
| Gloria Stuart    | Lucy Bernsdorf                 |
| Jean Dixon       | Hilda Frey                     |
| Donald Cook      | Minnaar van Maria              |
| Charley Grapewin | Schultz                        |
| Walter Pidgeon   | Minnaar van Lucy               |
| Wallis Clark     | Openbare aanklager             |
| May Boley        | Bemoeial in de rechtszaal      |
| Christian Rub    | Man op de verkeerde verdieping |
| Reginald Mason   | Rechter                        |